# Notación neumática

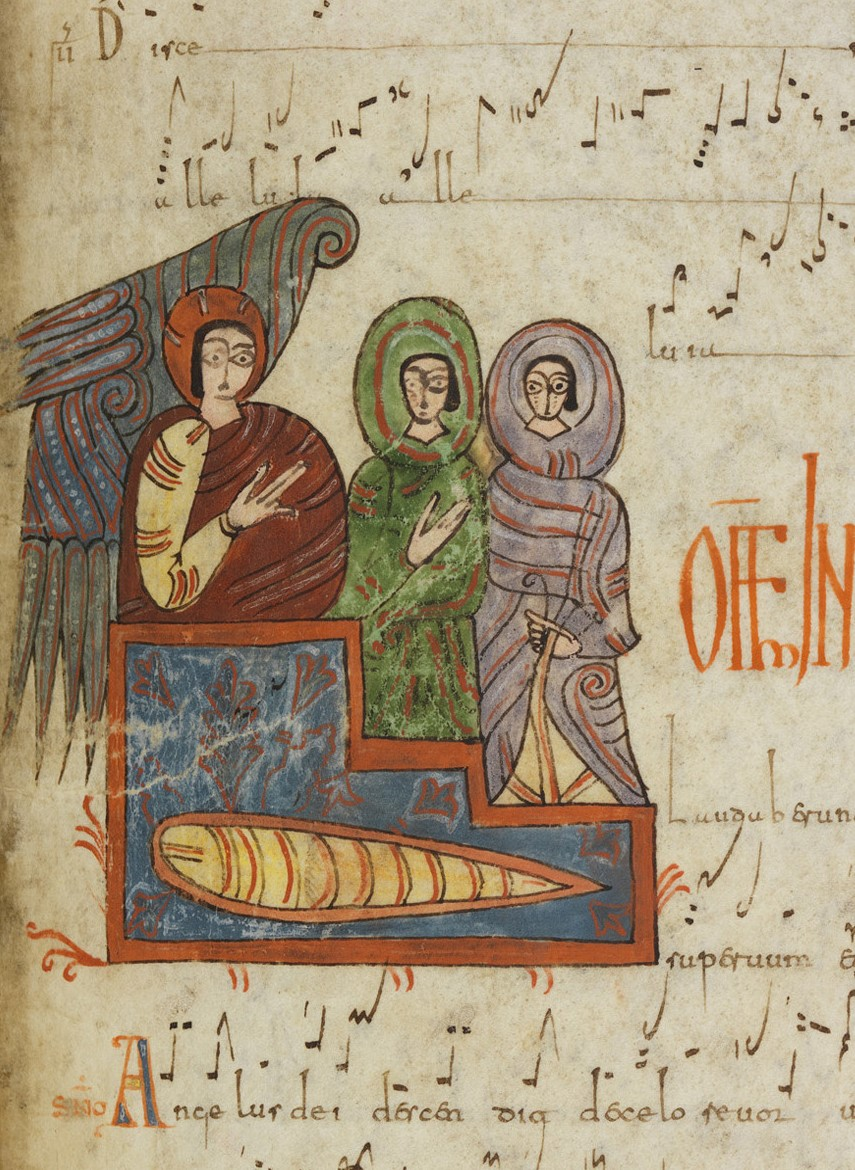
Notación neumática visigótica en el Antifonario de León,.

La notación neumática (del griego πνεῦμα, transliterado al románico como pneuma y simplificada en español como neuma; cuyo significado es "espíritu, soplo, respiración") es un sistema de notación musical empleado entre los siglos IX y XIII. Consistía en una serie de signos gráficos que se escribían por encima de un texto y que representaban uno o varios sonidos, sin especificar el ritmo. Las grafías especifican el número de sonidos, el modo en el que se articulaban entre sí, así como la situación tonal o melódica de los sonidos relativa e imprecisa dentro de una escala. 
Constituye uno de los primeros intentos sistemáticos de notación musical. Este tipo de escritura musical está más cerca de ser una ayuda nemotécnica que un sistema musical propiamente dicho, puesto que los textos de neumas no podían ser descifrados si no se conocía la melodía previamente. 
Su origen está en la indicación de los acentos graves y agudos de las palabras latinas sobre el texto, formando los llamados neumas que representaban muy imperfectamente los giros melódicos de una pieza musical. En la notación neumática, el tempo y el ritmo dependen del texto y no se anotan.

## Tipos de neumas

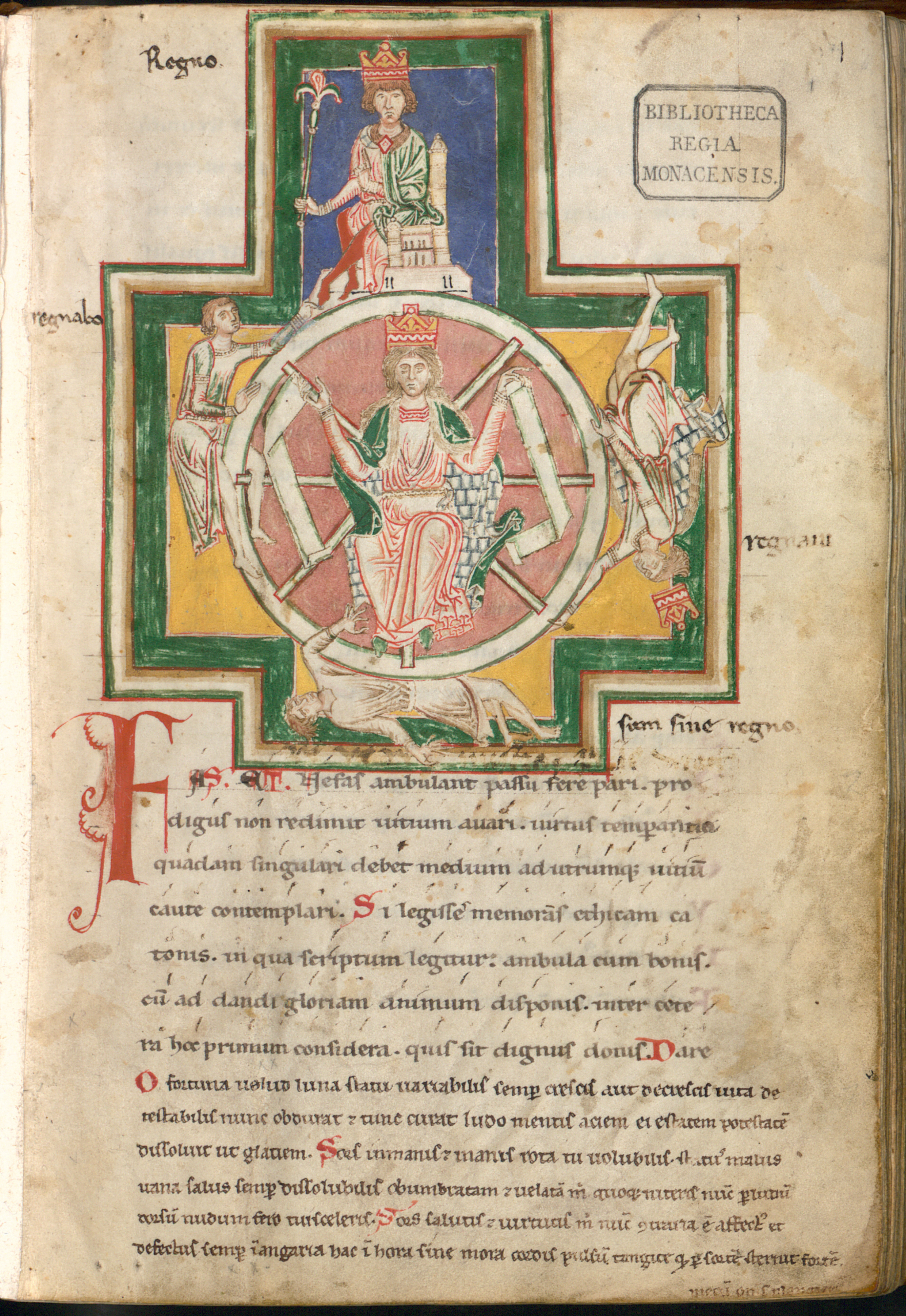
Neumas sobre el texto en el Codex Buranus, que contiene los Carmina Burana,.

Un neuma es un grupo de palabras con adorno con que solían concluir las composiciones musicales de canto llano, y que se vocalizaba con solo la última sílaba de la palabra final. Los signos neumáticos son figuras gráficas dibujadas para expresar diversos contenidos prosódicos y sintácticos (acentos y signos de puntuación), que pasaron a ser melódicos (de tono), rítmicos y tímbricos. Por ejemplo, el acento agudo pasó a representarse por un trazo vertical (la virga) y el acento grave por un ángulo (torculus). Cada signo tiene un significado general unívoco, pero adquiere otro particular, dependiendo del contexto. 
De una nota:
- Punctum: en combinación con la virga, el punctum se utiliza para finalizar un movimiento descendente. También se utiliza para representar una nota más grave que la anterior.
- Virga: representa un movimiento ascendente. Se utiliza para representar una nota más alta que la anterior o para mantener el canto en el agudo.
- Tractulus: su significado no es preciso. En algunas notaciones puede representar una nota tenida, más larga en duración.

De dos notas, llamados también ligaduras. Una ligadura representa la unión de dos o más notas dentro de una misma sílaba.
- Podatus o pes: representa un movimiento ascendente, grave-agudo (combinación de punctum y virga).
- Clivis o flexa: representa un movimiento descendente, agudo-grave.

De tres notas:
- Scandicus: representa un movimiento ascendente.
- Climacus: representa un movimiento descendente.
- Torculus: representa un movimiento primero ascendente y después descendente.
- Porrectus: representa un movimiento descendente y después ascendente.

De cuatro notas:
- Pes subbipunctis: representa un movimiento ascendente y después dos notas con movimiento descendente.
- Torculus resupinus: representa un movimiento ascendente, descendente y ascendente.
- Porrectus flexus: representa un movimiento ascendente y descendente que se repite una vez.
- Scandicus flexus: representa un movimiento ascendente en tres notas que finalmente desciende.

Licuescentes:
«Aparecen unidos a consonantes líquidas y sonoras, a un diptongo, a dos consonantes seguidas o sobre la j (i) semiconsonante, como en la palabra “alleluia”, y avisan al cantor de que la voz debe fluir al pasar de una a otra. Aparecen sobre todo en ligaduras de dos notas».
- Ephiphonus: modificación del pes.
- Cephalicus: modificación de la clivis.

De repetición, repercusión: 
- Distropha: «indica repercusión sobre una nota y sílaba».[1]
- Tristropha: «al igual que la distropha, indica repercusión sobre una nota y sílaba».[1]

De conducción:
- Oriscus: se encarga de dirigir el movimiento hacia una nota en concreto. La nota que continue siempre debe ser más grave.
- Pressus: combinación de tres sonidos, los dos primeros al unísono (virga más oriscus) y el tercero (punctum) debe ser más grave. Los hay de dos tipos: El pressus maior (de 3 notas) y el pressus minor (de dos).
- Salicus: su tercera nota es la más importante. En apariencia es igual al scandicus, salvo que el punctum es sustituido por un oriscus.
- Quilisma: neuma que dirige hacia el agudo. Similar en apariencia a un pes, entendiéndose como este. La diferencia con el pes es que la nota representada por el quilisma es especialmente liviana.

Los signos o neumas se pueden clasificar en tres grupos:
- Neumas cuadrados. Son aquellos cuyas partes, significativas de otros tantos sonidos, combinan entre sí formando un ángulo, y necesitan para su escritura tantos movimientos de la mano como partes significativas tenga. De estos neumas se desarrollaría el punctum cuadratum, origen de la notación neumática gregoriana.
- Neumas cursivos. Son aquellos cuyas partes significativas se trazan con un solo movimiento de la mano. Su nombre proviene del hecho de que se tracen siguiendo el cursus de la escritura.
- Neumas licuescentes. Son también neumas cursivos, pero cuyo final aparece abreviado.

Un factor determinante en el desarrollo gráfico de la notación neumática es la variación de los instrumentos de escritura a lo largo de los años. Así, por ejemplo, la aparición de la pluma de ave facilitó la aparición de neumas cursivos de mayor longitud; y la introducción de las plumillas metálicas con punta plana en la escritura gótica, determinaron la prevalencia de los neumas cuadrados y su transformación en la moderna notación gregoriana.

## Indicación de tono
El mayor problema de la notación neumática es la deficiente indicación de tono, ya que, en principio, se escribía sobre "campo abierto", es decir, sin ninguna referencia gráfica a la escala. Pero en el siglo XI los copistas comienzan a añadir una línea horizontal marcada a punta seca (sin tinta), normalmente indicando la nota principal o tónica de la melodía. En manuscritos del siglo XII aparece esta línea marcada ya con grafito o con tinta roja y en algunos códices se indica al inicio la nota a la que representa por medio de un signo o clave (normalmente de do o de fa). Este es el origen lejano del pentagrama.

### Signos rítmicos
Entre los siglos IX y XI aparecen otros signos, en añadidura a las figuras neumáticas, que poseen forma de letra; también puede ocurrir que alguno de los neumas comunes sean modificados de cierta manera en su apariencia. Estos signos y modificaciones adicionales son indicadores para que el cantante haga ciertas inflexiones de carácter rítmico o expresivo en la línea melódica donde se encuentran.
Algunas de estas letras tienen la particularidad de indicar la altura en caso de duda o de corregir un error de copiado. Con el paso hacia el siglo XII estos signos terminan por desaparecer.
Las letras rítmicas más utilizadas son la t (por trahere o retardo) y la c (por cito o celeriter, para liviandad, agilidad o una posible indicación preventiva). En el caso de las particularidades melódicas, se utilizan las letras a, l y s para indicar una alza en la altura tonal; la d y la i para un movimiento contrario. Y la e (por equaliter) para indicar que se mantiene en la misma altura en caso de corrección.

## Componentes del neuma
Una de las características en las cuales los diferentes tipos de neumas van a diferir es en la manera en la cual los componentes neumáticos elementales de dos o más signos se van a asociar entre sí.
A manera general, podemos distinguir tres estilos:
- Neumas de punto; utilizan de manera predominante puntos separados, cada uno representando un sonido. Los puntos son agrupados de maneras convencionales para representar figuras neumáticas compuestas. Estas figuras a veces utilizan rayas para representar dos sonidos. La única notación de punto (notation à points superposés) es la utilizada por la escuela Aquitana.

- Neumas de acento; principalmente utilizan rayas o acentos para representar sonidos. La mayoría de los neumas compuestos son construidos en forma de ligaduras. Los ejemplos más claros de este estilo los podemos encontrar en las notaciones de St. Gall, Benaventana y de Normanda.

- Neumas mixtos de punto y acento; como su nombre lo indica va a utilizar una mezcla que va a tender a la igualdad en mayor o menor grado entre neumas de punto y de acento. Vamos a encontrar los neumas de punto con poca separación entre sí. Veremos este tipo de neumas tanto en las notaciones paleo-francas cómo en las de Messina.[2]

Eventualmente en la escritura gótica, momento en que la pluma es reemplazada por caña para escribir, las figuras de los neumas tienden a engrosar y cuadrarse. Durante el siglo XIII la notación gregoriana alcanza su apariencia cuadrada, la cual es mantenida desde entonces.

## Variantes

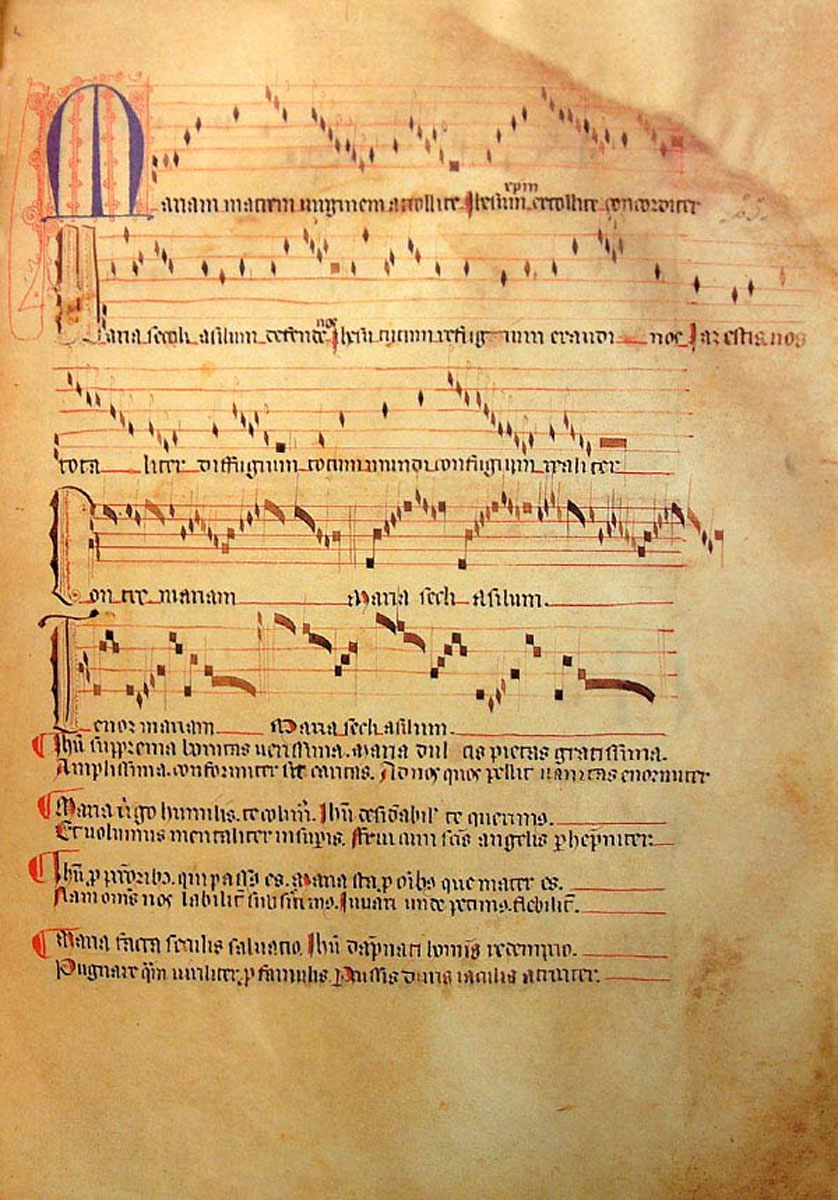
Notación cuadrada gregoriana en el Llibre Vermell,.

Esta notación fue utilizada por toda la música medieval en la Cristiandad latina, salvo al sur de las Galias, donde se usaba un tipo de escritura basada en un signo llamado punctus, conocida como notación aquitana.
Dentro de sus variantes hay dos que destacan por su extensión:
- Notación neumática gregoriana, utilizada para la representación de las melodías en los manuscritos litúrgicos romanos.
- Notación visigótica, utilizada para la representación de las melodías en los manuscritos litúrgicos de la Liturgia hispánica.

Otros sistemas de notación neumática desarrollados en la Edad Media se unificaron formando la antedicha notación neumática gregoriana:
- Notación paleofranca.
- Notación sangalense.
- Notación bretona.
- Notación lorena.
- Notación francesa.
- Notación normanda.
- Notación de Nonantola.
- Notación beneventana.
- Notación de Italia central.
- Notación aquitana antigua.

De muchas de estas, al aparecer los diastemas, surgen las variantes de la notación cuadrada o gregoriana, que se generaliza en toda Europa a partir del siglo XIV.